# Romulea rosea
Romulea rosea är en irisväxtart som först beskrevs av Carl von Linné, och fick sitt nu gällande namn av Christian Friedrich Frederik Ecklon. Romulea rosea ingår i släktet Romulea och familjen irisväxter.

## Underarter
Arten delas in i följande underarter:
- R. r. australis
- R. r. communis
- R. r. elegans
- R. r. muirii
- R. r. rosea